# Two-Lane Blacktop
Two-Lane Blacktop – amerykański dramat filmowy w reżyserii Monte Hellmana wydany 7 lipca 1971 roku.
W 1972 roku podczas 37. edycji New York Film Critics Circle Warren Oates zdobył drugie miejsce NYFCC Award w kategorii Best Supporting Actor za rolę w Two-Lane Blacktop oraz Wynajęty człowiek.

## Fabuła
Dwóch maniaków szybkich aut, podróżujących (m.in. legendarną Route 66) w poszukiwaniu nowych wrażeń oraz przeciwników do ścigania się napotyka na nieznanego kierowcę, któremu proponują zakład o tzw. „Pinkslips” (zwycięzca zdobywa pojazd przeciwnika), kto jako pierwszy dotrze do Waszyngtonu.

## Obsada
Źródło: Filmweb

- Harry Dean Stanton – Oklahoma hitchhiker
- Warren Oates – GTO
- Dennis Wilson – mechanik
- James Taylor – kierowca
- George Mitchell – Traker
- Laurie Bird – dziewczyna
- Katherine Squire – staruszka
- Rudy Wurlitzer – kierowca hot roda